# Armenteros
Armenteros település Spanyolországban, Salamanca tartományban. Armenteros Pelayos, Galinduste, Horcajo Medianero, Narrillos del Álamo, La Tala és Salvatierra de Tormes községekkel határos. Lakosainak száma 186 fő (2024).

## Népesség
A település népessége az elmúlt években az alábbi módon változott:
| Lakosok száma | 330  | 309  | 486  | 558  | 342  | 315  | 209  | 198  | 182  | 186  |
|               | 2001 | 2004 | 2007 | 2009 | 2012 | 2014 | 2017 | 2019 | 2022 | 2024 |